# PowerBook G4 12 Zoll

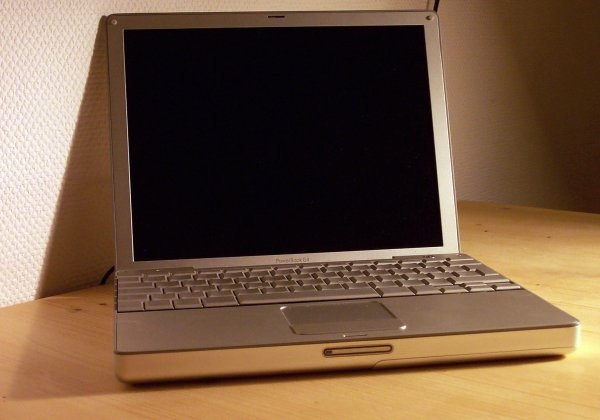
Ein PowerBook G4 12″

Das PowerBook G4 12″ ist ein Notebook des Unternehmens Apple aus der PowerBook-Baureihe. Es hatte einen 12-Zoll-LCD-Bildschirm (sichtbar 25,7 cm × 18,6 cm, Diagonale 30,8 cm), den PowerPC-G4-Prozessor und ein charakteristisches Titan-/Aluminiumgehäuse. Es wurde wahlweise mit einem Combo-Laufwerk oder einem Brenner ausgestattet.
Das Gehäuse besteht aus einer Aluminiumlegierung. Die Unterseite des Gehäuses besteht aus einem Aluminiumformteil und ruht mit vier kleinen Plastikfüßen auf der Tischplatte. Ziel der Gestaltung des Bildschirmscharniers war es, das Abbrechen bei einem Sturz zu verhindern. Es wiegt ca. 2,1 kg und die Außenmaße betragen (B×T×H) 27,7 cm × 22 cm × 3 cm.
Die AirPort-Antennen befinden sich hinter grauen Ausbuchtungen seitlich links und rechts vom Bildschirm auf dem Gehäuseoberteil. Der Steckplatz für die AirPort-Karte ist vom Akku-Fach aus zugänglich.
Es besitzt keine Tastaturbeleuchtung und keinen PCMCIA-Steckplatz.
Es gibt zwei Varianten: die frühere besitzt nur einen VGA-Bildschirmausgang, die spätere besitzt einen Mini-DVI-Anschluss.
Das PowerBook G4 12″, das unter dem Codenamen Thresher entwickelt wurde, wurde im März 2004 vom iF Industrie Forum Design für die gelungene Gestaltung mit einem Preis ausgezeichnet. Auf diesem PowerBook-Modell kann macOS bis einschließlich Mac OS X Leopard 10.5 betrieben werden. Auch Mac OS 9 ist aufgrund der PowerPC-Architektur lauffähig, allerdings nur in der Classic-Umgebung unter Mac OS X. Seit der Auffrischung der PowerBook-Modellreihe zum 31. Januar 2005 verfügt das Gerät über zwei, für die damalige Zeit, neuartige Funktionen, zum einen den von Apple patentierten Sudden Motion Sensor zum Schutz der Festplatte beim Herunterfallen des Gerätes, zum anderen ein neues Touchpad, mit dem es möglich ist, durch Auflage zweier Finger horizontal und vertikal in Fenstern zu scrollen.
Bestimmte Lithium-Ionen-Akkus, von der Sony Corporation in Japan hergestellt, wurden von Apple als Sicherheitsrisiko (durch seltene Fälle einer Überhitzung) eingestuft und in einem weltweiten kostenlosen Austauschprogramm auf freiwilliger Basis Ende 2006 zurückgerufen.
2006 wurde die PowerBook G4-Reihe durch die MacBook Pros abgelöst. Diese arbeiten mit einem Intel-Core-Duo-Prozessor.